# Rambertino Buvalelli
Rambertino Buvalelli (en occità Ramberti de Buvalel; el nom apareix també com a Lambertino) (Bolònia, ...1201- Verona, 1221) fou un noble i trobador italià, tot i que escriu en occità com tots els trobadors. Junt amb Peire de la Cavarana, Albert Malaspina i Manfred I Lancia és un dels més antics trobadors italians i és, dels quatre, de qui es conserva un nombre més considerable de textos.

## Vida
Rambertino fou un polític i diplomàtic bolonyès. Estudià dret a la seva ciutat i formà part de la cort d'Este, on conegué Beatrice d'Este a qui lloa en les seves cançons. Fou protegit per Azzo d'Este i estigué lligat al partit güelf. Se'l documenta com a podestà de Brescia el 1201 i, en anys posteriors, de Milà, Bolonya, Parma (1213), Màntua (1215-16), Gènova (1218-20) i Verona, on morí.
La poesia no era doncs una activitat professional de Rambertino sinó que era un polític interessat i cultivador de la poesia. Totes les seves composicions conservades són cançons d'amor. En elles es lloa una dama amb el senyal de Mon Restaur i que pot ser Beatrice.

## Obra
- (281,1)[1] Al cor m'estai l'amoros desiriers
- (281,2) Er quant florisson li verger
- (281,3) D'un saluz me voill entremetre
- (281,4) Eu sai la flor plus bella d'autra flor
- (281,5) Ges de chantar no·m voill gequir
- (281,6) Mout chantera de joi e voluntiers (es pot atribuir també a Guilhem Ademar)
- (281,7) Pois vei qu'el temps s'aserena (es pot atribuir també a Guilhem Ademar)
- (281,8) S'a Mon Restaur pogues plazer
- (281,10) Toz m'era de chantar geqiz

### Repertoris
- Alfred Pillet / Henry Carstens, Bibliographie der Troubadours von Dr. Alfred Pillet […] ergänzt, weitergeführt und herausgegeben von Dr. Henry Carstens. Halle : Niemeyer, 1933 [Rambertino Buvalelli és el número PC 281]
- Martí de Riquer, Vidas y retratos de trovadores. Textos y miniaturas del siglo XIII, Barcelona, Círculo de Lectores, 1995 p. 323 [Reproducció de la miniatura del cançoner A]